# Urundi (Schiff)
Die Urundi war ein Frachtschiff der Deutschen Ost-Afrika Linie aus Hamburg, das im Zweiten Weltkrieg von der Kriegsmarine requiriert und als Transportschiff und zuletzt als Verwundetentransporter eingesetzt wurde. Das Schiff überlebte das Kriegsende, wurde britische Kriegsbeute und wurde schließlich nach kurzen Dienstzeiten unter griechischer und zuletzt panamesischer Flagge 1949 abgewrackt.

## Bau und technische Daten
Das Dampfturbinenschiff lief am 28. Juli 1920 bei Blohm & Voss in Hamburg mit der Baunummer 385 vom Stapel. Mit diesem Schiff hatte die Werft den Bau von Handelsschiffen nach dem verlorenen Ersten Weltkrieg wieder aufgenommen, und auch für die Reederei war es der erste Neubau nach dem Krieg. Das Schiff war 127,58 m lang und 17,13 m breit, hatte 7,80 m Tiefgang (maximal 8,59 m) und 9,35 m Seitenhöhe und war mit 5791 BRT und 3569 NRT vermessen. Die Tragfähigkeit betrug 9270 tdw. Die Maschinenanlage bestand aus vier Kesseln und einer erstmals bei einem Schiff eingebauten Getriebeturbine von Blohm & Voss mit 3000 WPS Wellenleistung und ermöglichte über eine Schraube eine Geschwindigkeit von bis zu 11,5 Knoten. Der Bunkervorrat betrug 1320 Tonnen Kohle. Die Besatzung zählte 53 bis 59 Mann, und bis zu 12 Passagiere konnten befördert werden.

## Laufbahn

### Vorkriegszeit
Die Urundi (Rufzeichen: RWTQ, ab Januar 1934: DHYL) wurde am 2. November 1920 abgeliefert und ging am 5. November auf ihre Jungfernfahrt von Hamburg nach Nordamerika. Danach verkehrte sie, mit Heimathafen Hamburg, im Afrika-Dienst der Reederei.
Am 12. Dezember 1936, während des Spanischen Bürgerkriegs (Juli 1936 bis April 1939), nahm die Urundi in Galway etwa 600 Mann der von Eoin O’Duffy gebildeten irischen Freiwilligenbrigade an Bord und brachte sie nach El Ferrol, zur Unterstützung der putschenden Militärs. Die Verschiffung wurde von Joseph Veltjens organisiert, der im Auftrag des Deutschen Reiches handelte.

### Zweiter Weltkrieg
Bereits am 10. Juli 1939, noch vor Beginn des deutschen Überfalls auf Polen, wurde die Urundi von der Kriegsmarinedienststelle (KMD) Hamburg erfasst, um Truppen nach Pommern und Ostpreußen zu transportieren, und schon am 15. Juli ging es von Hamburg nach Stettin, um von dort Teile des 5. Panzer-Regiments ins östliche Pommern zu überführen. Am 6. Oktober wurde sie dem Reichsverkehrsministerium (RVM) überstellt, und unter dessen Regie führte sie im Dezember im Zuge der Umsiedlung der Deutsch-Balten einen sogenannten „Rückwanderertransport“ mit 1125 deutsch-baltischen Übersiedlern aus Lettland von Riga nach Danzig durch. Am 10. Dezember kam sie wieder in Hamburg an, wo sie am 20. Dezember erneut der KMD Hamburg unterstellt wurde.
Am 8. März 1940 wurde das Schiff für das „Unternehmen Weserübung“, die Invasion Dänemarks und Norwegens, erfasst und der aus mehreren Gruppen bestehenden 3. Seetransportstaffel zugeteilt. Am 13. April lief es, gemeinsam mit der Utlandshörn aus Kiel-Holtenau aus, um – geleitet von den Booten der 11. Minensuchflottille – Teile der der 3. Kompanie der Panzer-Abteilung z.b.V. 40 nach Oslo zu bringen. Beim nächtlichen Einlaufen in den Oslofjord geriet der Geleitzug kurz nach Mitternacht am 15. April südwestlich der Insel Eldøya in das Gebiet der Untiefen Eldøygrunnen, Hausen und Hellene. Das Minensuchboot M 1101 riss sich auf dem Hellene-Riff den Schiffsrumpf auf und sank innerhalb von 25 Minuten. Auch M 1105 geriet auf das Riff und schlug leck, konnte aber wieder freikommen. M 1104 rammte einen fälschlicherweise für ein U-Boot gehaltenen Felsen und schlug dabei ebenfalls leck, blieb aber manövrierfähig. Die dem Durcheinander ausweichende Urundi lief ebenfalls auf einen Felsen und blieb stecken. Während der übrige Konvoi am Morgen nach Oslo einlief, blieben die Urundi und zur Sicherung die zwei dazu entsandten Minensucher M 1901 (ex Köln) und M 1903 (ex Mosel) vor Ort. Bis zum 25. April gelang es dann, von dem mit erheblicher Schlagseite festliegenden Frachter nicht nur die eingeschifften Truppen, sondern auch den Großteil der militärischen Ausrüstung abzubergen, woraufhin die Bergungsarbeiten begannen. Am 16. Mai schwamm das Schiff wieder auf und wurde nach Sandefjord zur Reparatur geschleppt.
Nach Instandsetzung wurde die Urundi im August 1940, in Vorbereitung auf die geplante Invasion Englands (Unternehmen Seelöwe), von der Kriegsmarine als Transportschiff A18 designiert. Nachdem dieses Unternehmen im Spätherbst 1940 stillschweigend verschoben, bzw. aufgegeben worden war, wurde sie ab Mai 1941 wieder zu Nachschubfahrten nach Norwegen und entlang der norwegischen Westküste benutzt, brachte aber auch in der ersten Junihälfte 1941 tausende deutsche Truppen nach Oulu, Jakobstad und Vaasa in Finnland, alles in Vorbereitung auf den deutschen Angriff auf die Sowjetunion. Am 8. Oktober wurde sie bei Svolvær in Nordnorwegen von Flugzeugen des britischen Flugzeugträgers Victorious angegriffen und von zwei Bomben (davon ein Blindgänger) getroffen, ohne jedoch größeren Schaden zu nehmen. Auch 1942 und 1943 fuhr sie meist nach und in Norwegen, aber gelegentlich auch nach Finnland. Am 1. Februar 1943 riss der Urundi im Sturm in Rørvik die Ankerkette und sie trieb auf eine Pier, wurde aber freigeschleppt und blieb ohne Schaden; nur die Anlegerbrücke erlitt erhebliche Beschädigungen.
Ab 15. November 1943 diente die Urundi als Zielschiff dem Torpedoschulverband in Travemünde, wurde aber im Verlauf des Jahres 1944 auch weiterhin als Truppentransporter eingesetzt, um Truppen an die Ostfront zu bringen bzw. Verwundete aus dem Baltikum nach Westen zu evakuieren. Ab Januar 1945 war sie dann praktisch pausenlos an der Evakuierung von deutschen Verwundeten und Flüchtlingen von Libau, Danzig, Gotenhafen und Hela nach Westen beteiligt, wobei sie vom 12. März bis zum 20. April 1945 als Verwundetentransporter deklariert war und meist bis Swinemünde oder sogar bis Kopenhagen fuhr. Ihr letzter Transport endete am 25. April in Kopenhagen. Auf insgesamt sieben Evakuierungsfahrten brachte sie, offiziell, 32.718 Menschen nach Westen, inoffiziell waren es angesichts der teilweise chaotischen Umstände bei der Einschiffung von Flüchtlingen wahrscheinlich wesentlich mehr.

### Nachkriegsjahre
Die Urundi wurde am 18. Mai 1945, in Kopenhagen liegend, Kriegsbeute der Alliierten, verlegte am 7./8. Juni nach Kiel und wurde dort am 16. Juni zur britischen {Prise deklariert. Sie lief noch am gleichen Tag nach Methil in Schottland, am Firth of Forth, aus, wo sie am 19. Juni eintraf, dem Ministry of War Transport (MoWT) übereignet und mit dem Namen Empire Thames der Firma McCowen & Gross zur Bereederung zugewiesen wurde. Schon am 7. Juli 1945 wurde das Schiff in Barry (Wales) von der griechischen Regierung gechartert und von der Reederei John P. Hadoulis & Co. in Piräus mit dem neuen Schiffsnamen Kalamai bereedert. 1946 kehrte es als Empire Thames zum nun Ministry of Transport genannten ehemaligen MoWT und zu McCowen & Gross zurück, wechselte aber 1947 zur Bereederung zu St. Catherine Shipping Co. in London (Managers: Goulandris Bros. Ltd.). Diese verkauften das Schiff 1948 an die Compania Maritima del Este in Panama, die es in Valparaiso umbenannten, es aber schon Anfang 1949 zum Abbruch verkauften. Für die letzte Reise zur Abbruchwerft in Antwerpen wurde es zum dritten Mal in Empire Thames umbenannt. Der Abbruch erfolgte im März 1949.